# Miłosław
Miłosław (deutsch Miloslaw, 1943 zunächst Umbenennung in Liebenau, seit 18. Mai 1943 dann
 Liebenstädt) ist eine Stadt im Powiat Wrzesiński (Wreschener Kreis) der polnischen Woiwodschaft Großpolen. Sie ist Sitz ist der gleichnamigen Stadt-und-Land-Gemeinde.

## Geographische Lage
Die Stadt liegt in der historischen Region Posen, auf der rechten Warthe-Seite, an einem Bach, früher Miloslawer Fließ oder Schieferbach genannt, der bei Orzechowo in die Warthe mündet, etwa  38 Kilometer südöstlich der Stadt Posen und 16 Kilometer südsüdwestlich der Stadt Września (Wreschen).

## Geschichte

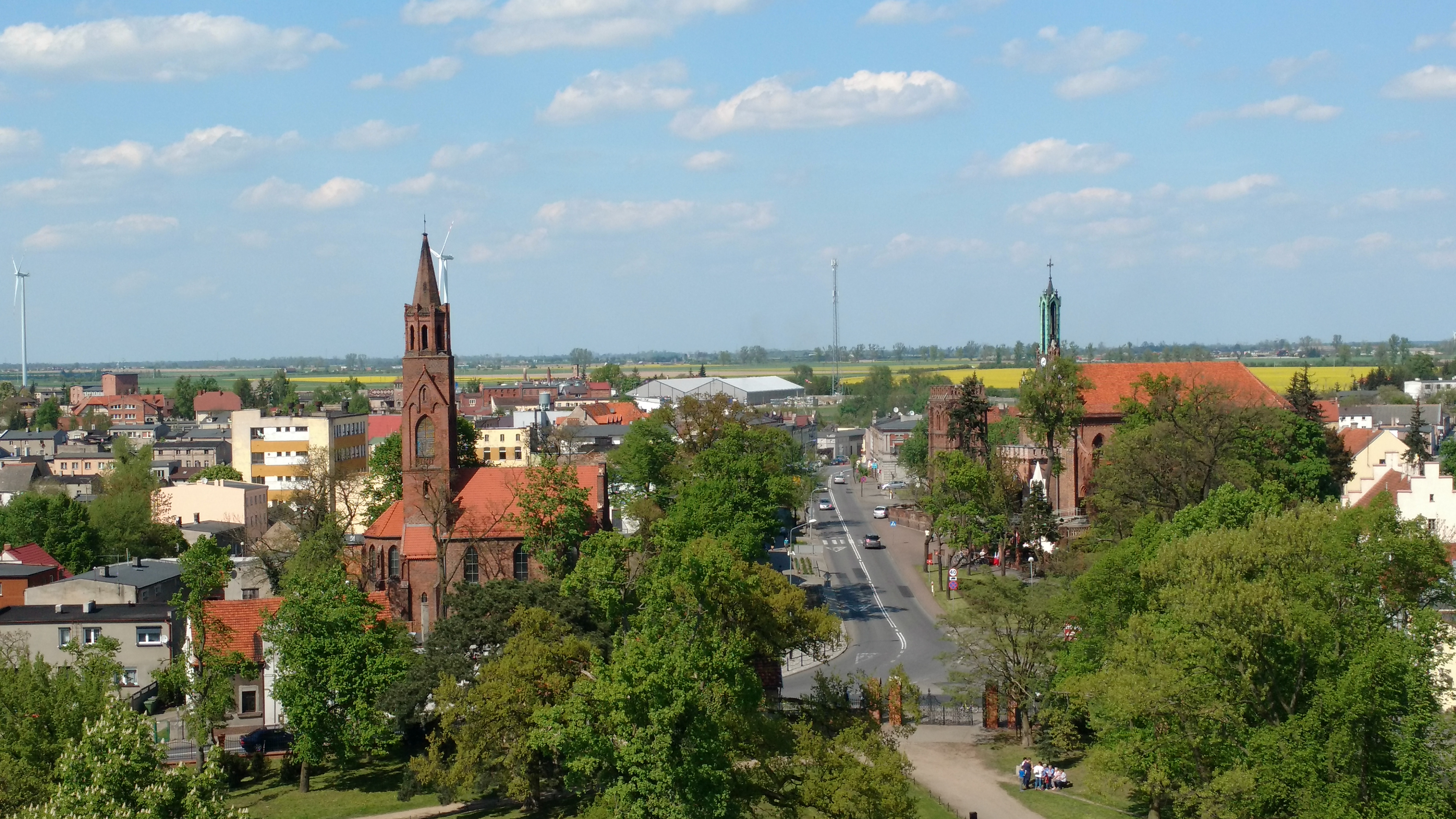
Innenstadt, vom Schlossturm aus gesehen (2018)

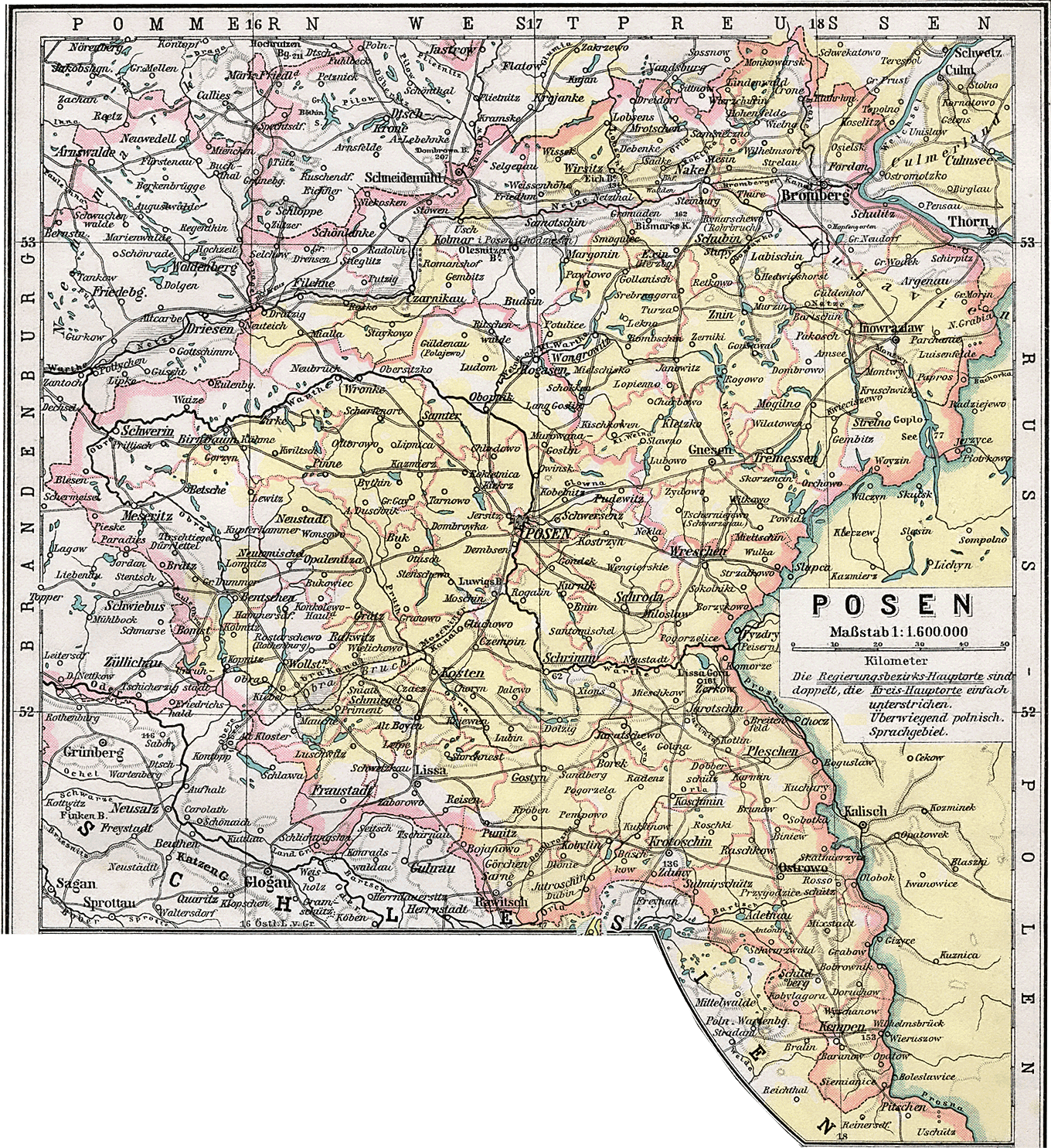
Miloslaw, südöstlich der Stadt Posen und südsüdwestlich der Stadt Wreschen, auf einer Landkarte der Provinz Posen von 1905 (gelb markierte Flächen kennzeichnen Gebiete mit seinerzeit mehrheitlich polnischsprachiger Bevölkerung)

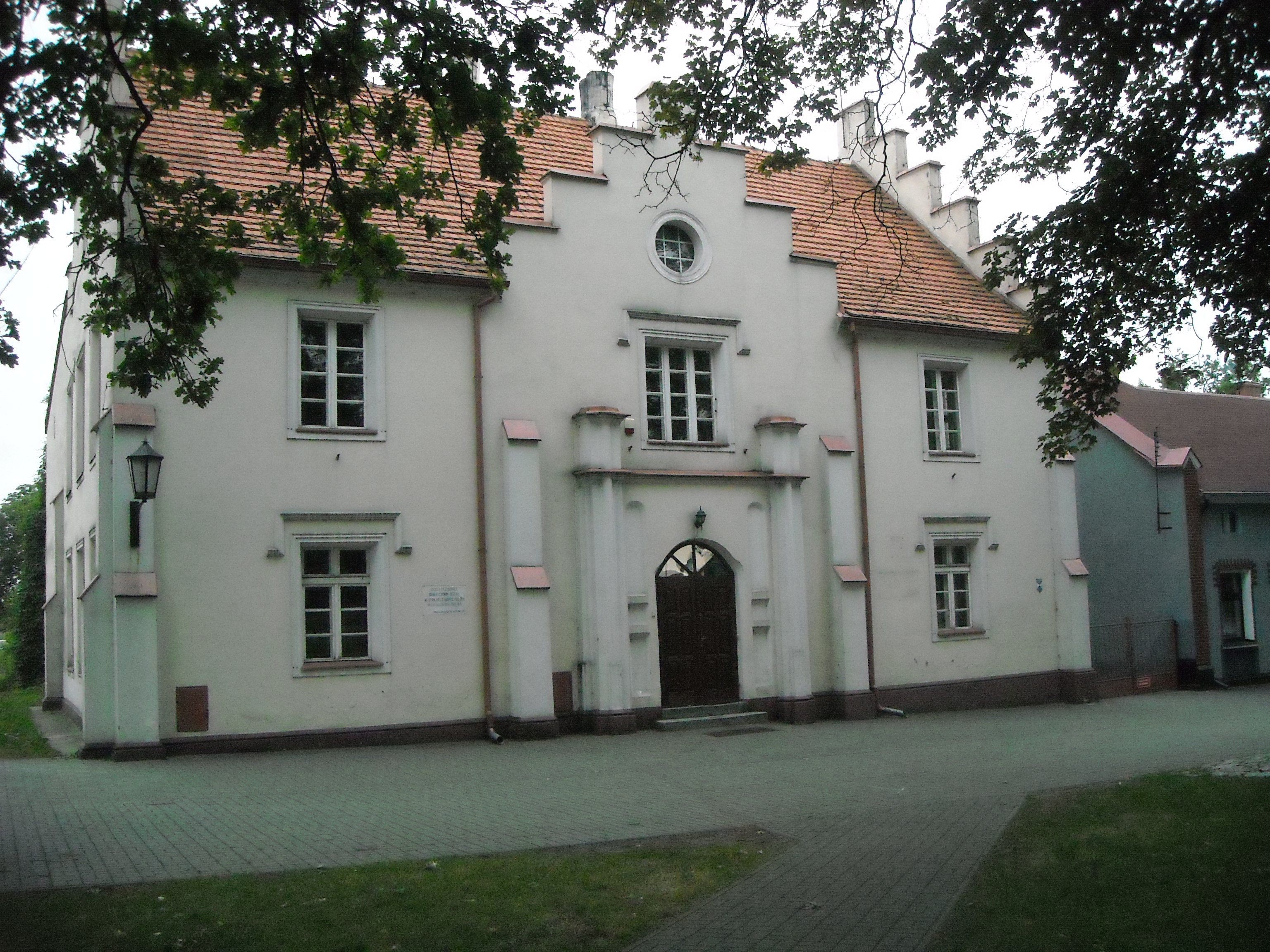
Schulgebäude (2011), erbaut im 19. Jahrhundert

Ältere Ortsbezeichnungen sind Miloslaus (1383) und Miłoslawy (1458). Die Ortschaft befand sich gegen Ausgang des 14. Jahrhunderts im Besitz deutschen Stadtrechts. Nach der Veranschlagung von 1458 hatte Miloslaw zum Kampf gegen den Deutschen Orden vier Mann zu stellen.
Im Jahr 1487 oder kurz zuvor tauschte Adalbert Gorski die Stadt Miloslaw ein gegen Jarotschin und wurde vom König ermächtigt, Zoll erheben zu dürfen. Die Stadt hatte nun einen Grundherrn über sich. Dieser erbaute hier ein schönes Schloss.
Im Jahr 1793 kam die Stadt an Preußen. Gegen Ende des 18. Jahrhunderts befand sich Miloslaw im Besitz des Grafen Mielżinski.

Schloss Miloslaw
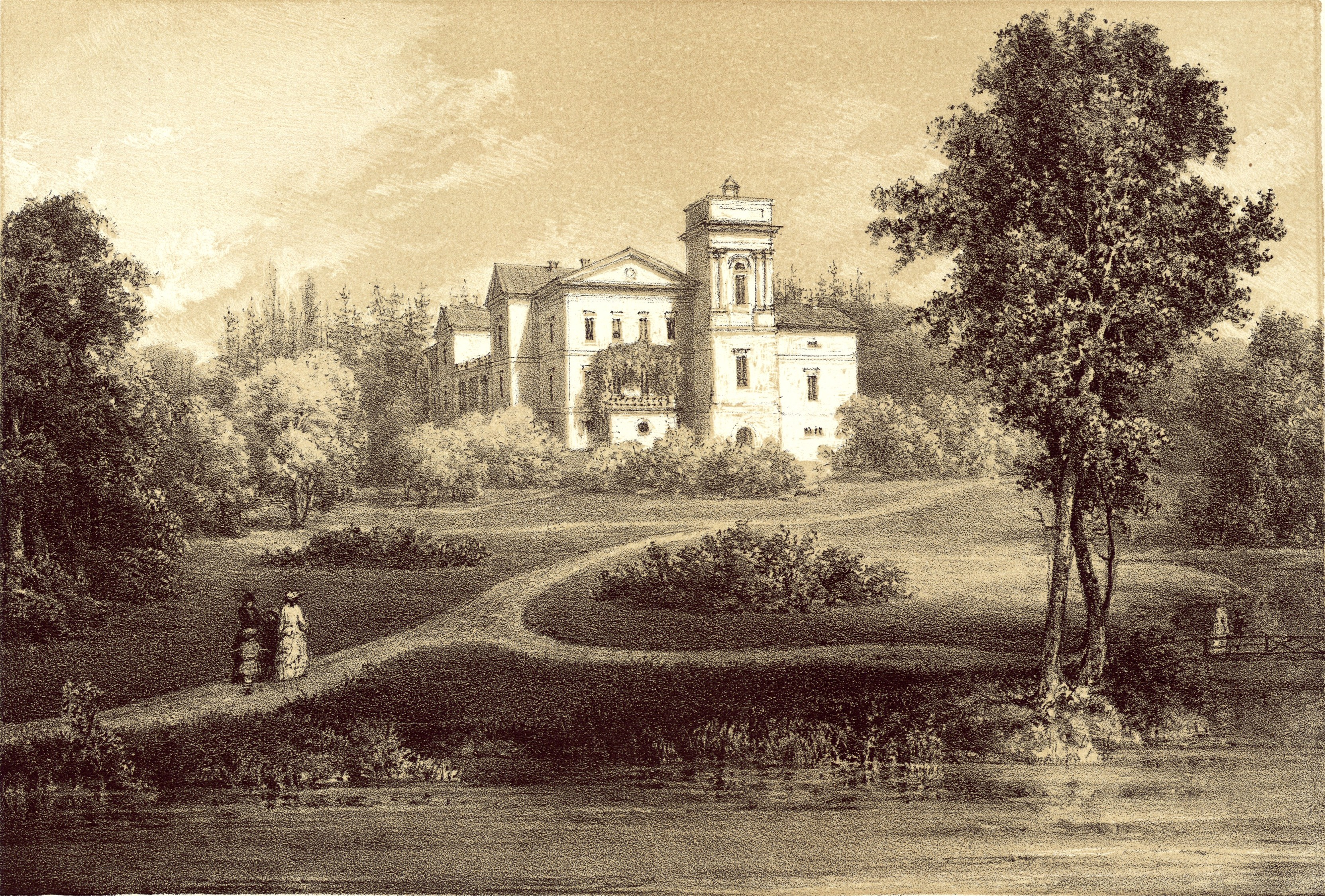
Schloss im 19. Jahrhundert (Lithographie von 1880)
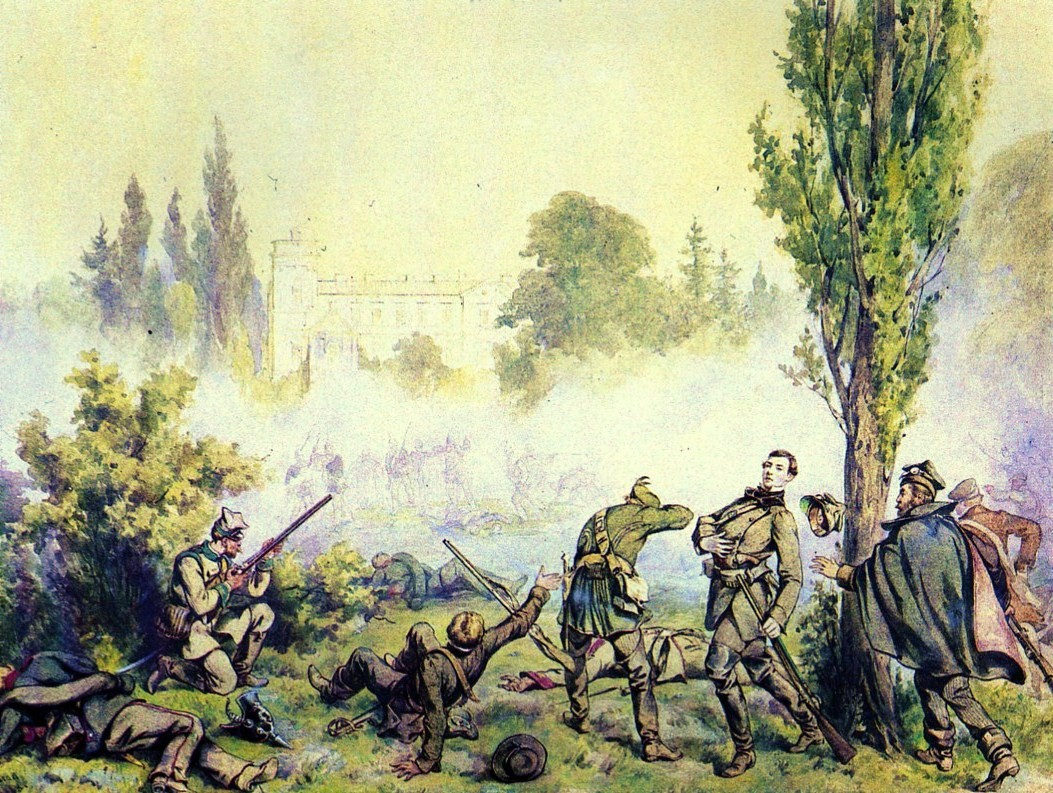
Gefecht vom 30. April 1848 um das Schloss zwischen Insurgenten und preußischen Truppen (Aquarell von 1868)

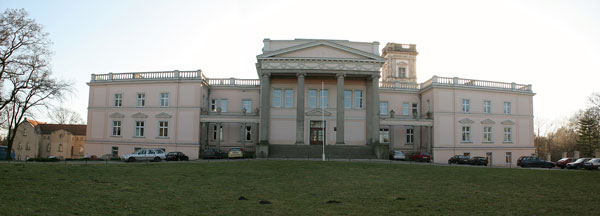
Frontansicht des heute im Besitz der Stadt befindlichen Schlosses (2005)

Während des Polnischen Aufstands im Großherzogtum Posen im Frühjahr 1848 war von den Aufständischen eine provisorische polnische ‚Nationalregierung‘ proklamiert worden, die im Schloss Miloslaw ihren Sitz hatte.
In Miloslaw war ein Sammellager polnischer Insurgenten entstanden, die von dem  strategisch erfahrenen Revolutionär Ludwik Mierosławski angeführt wurden, der auch maßgeblicher Wortführer der Bewegung war. Nachdem er am 19. April vom Lager in Miloslaw aus erklärt hatte, das polnische Volk sei mit den bisherigen Zugeständnissen, die den Aufruhr eindämmen sollten, unzufrieden, kam es an einigen Orten des Großherzogtums erneut zu Unruhen, was das Einschreiten preußischer Truppen nach sich zog. Als  am 30. April 1848  eine preußische Truppe unter General von Blumen versuchte, Schloss Miloslaw zu nehmen, wurde sie von polnischen Insurgenten unter Mieroslawski zurückgeschlagen. Am  4. Mai 1848 waren etwa 4000 polnische Insurgenten, größtenteils Sensenträger, nach Miloslaw marschiert, am 6. abgezogen, besetzten am 8. Mai die Stadt aber wieder, die evakuiert werden musste. Sämtliche städtischen Akten wurden verbrannt, Judenhäuser beraubt, die Tochter des Rabbiners wurde ermordet.
Im Jahr 1910 hatte Miloslaw eine evangelische Pfarrkirche, eine katholische Pfarrkirche, eine Synagoge, ein Bezirksamt, ein Standesamt, eine Höhere Familienschule, eine Bahnmeisterei, Getreidehandel, Viehmärkte, Honigkuchenfabrikation, Olfabrikation, eine Brauerei, eine Spiritusbrennerei, eine Mühle, eine Volksbank, eine Spar- und Darlehnskasse, eine Zementwarenfabrik und eine Gerberei.
Im Jahr 1918 gehörte die Stadt zum Kreis Wreschen im Regierungsbezirk Posen der preußischen Provinz Posen im Deutschen Reich.
Nach Ende des Ersten Weltkriegs musste die Stadt aufgrund der Bestimmungen des Versailler Vertrags am 10. Januar 1920 an die Zweite Polnische Republik abgetreten werden. Nach dem Überfall auf Polen durch die deutsche Wehrmacht am 10. September 1939 wurde die Stadt wieder in das Reichsgebiet eingegliedert. Der Ort wurde Teil des Reichsgaus Posen und nach dessen Umbenennung 1940 Teil des Warthegaus. Gegen Kriegsende erreichte die  Rote Armee den Ort im Januar 1945. Bald danach wurde die Region mit der Stadt von der Sowjetunion der Volksrepublik Polen zur Verwaltung überlassen.

### Demographie
| Jahr | Einwohner | Anmerkungen |
| ---- | --------- | --- |
| 1800 | 0959      | Stadt mit einer katholischen Kirche, zwei öffentlichen Gebäuden, 135 Wohnhäusern, von denen zwei Ziegeldach haben, fünf Mühlen, gepflasterten Straßen und zwei Nachtwächtern; unter den Einwohnern sind 131 Juden, die größere Hälfte der übrigen sind Deutsche |
| 1803 | 1041      | Stadt |
| 1816 | 1155      | Stadt, davon 239 Evangelische, 623 Katholiken und 293 Juden; nach anderen Angaben 1127 Einwohner |
| 1821 | 1361      | in 131 Privatwohnhäusern |
| 1826 | 1400      | adliges offenes Städtchen, mit einer katholischen Kirche und 135 Häusern, Hauptgewerbe sind die Gerberei und die Tuchmacherei; unter den Einwohnern befinden sich 300 Juden                                                                                     |
| 1837 | 1585      | Stadt, mit 140 Häusern |
| 1843 | 1696      | [ 2 ] |
| 1852 | 1668      | am Jahresende |
| 1855 | 1642      | am Jahresende |
| 1858 | 1628      | [ 2 ] |
| 1861 | 1589      | [ 2 ] |
| 1864 | 1831      | am 3. Dezember, Stadt |
| 1867 | 1711      | Stadtgemeinde, am 3. Dezember |
| 1871 | 1878      | Stadtgemeinde, am 1. Dezember, davon 209 Evangelische, 1266 Katholiken und 403 Juden |
| 1875 | 2064      | [ 18 ] |
| 1880 | 2183      | [ 18 ] |
| 1885 | 2093      | Stadt, am 1. Dezember, davon 225 Evangelische, 1546 Katholiken und 322 Juden |
| 1890 | 2156      | davon 253 Evangelische, 1617 Katholiken und 286 Juden |
| 1905 | 2549      | am 1. Dezember, darunter 302 mit deutscher Muttersprache (255 Evangelische und 47 Katholiken) und 2067 mit polnischer Muttersprache (sämtlich Katholiken), außerdem 170 Juden; nach anderen Angaben 2555 Einwohner                                              |
| 1910 | 2571      | am 1. Dezember, davon 408 mit deutscher Muttersprache (240 Evangelische, 35 Katholiken, neun sonstige Christen oder Andersgläubige und 124 Juden) und 2150 mit polnischer Muttersprache (248 Katholiken und zwei Juden)                                         |

## Religionen

### Katholisches Kirchspiel

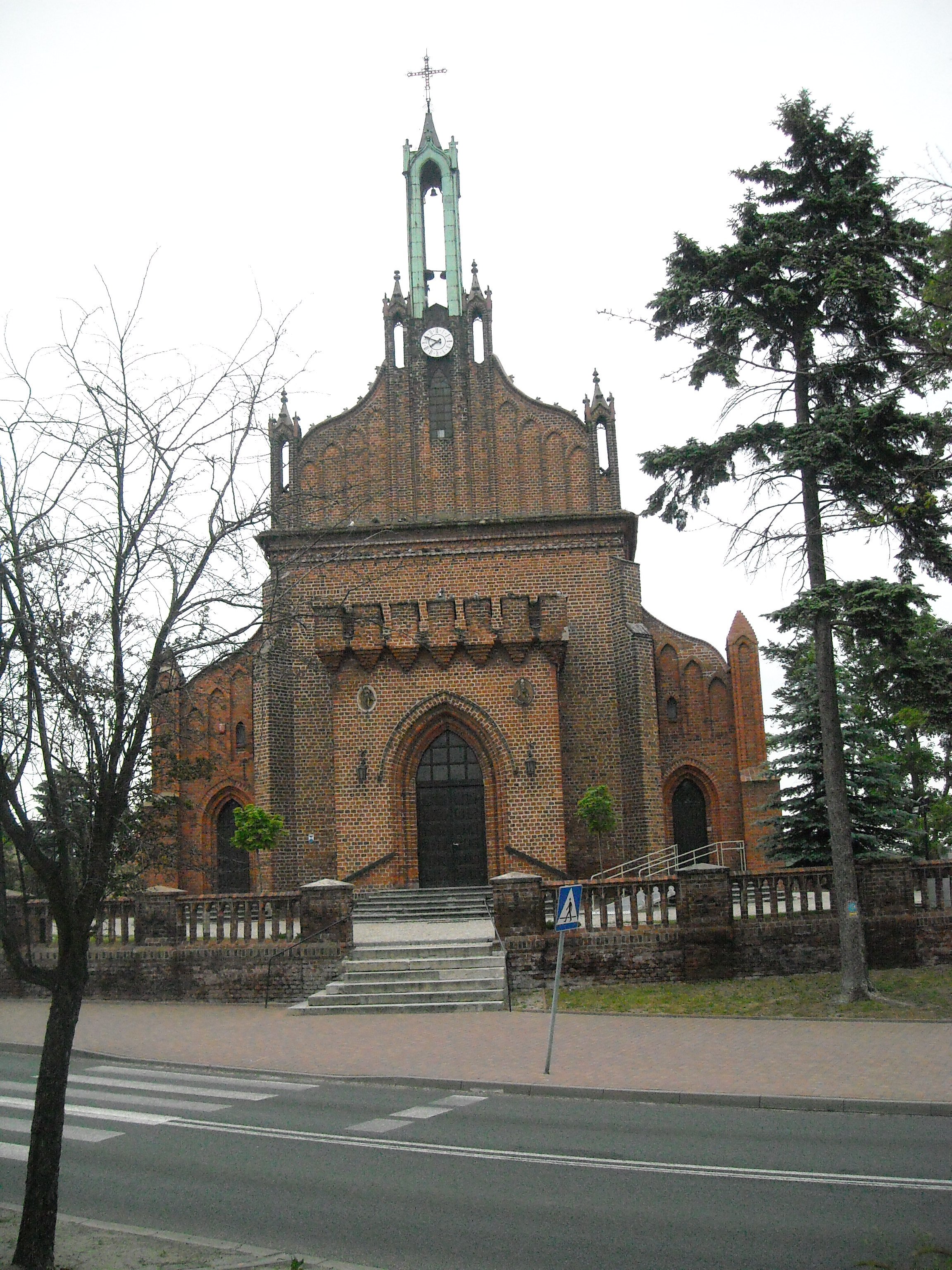
Katholische Pfarrkirche St. Jakobus (2011), erbaut 1620, später baulich verändert

Das Kirchengebäude ist ein spätgotischer einschiffiger Backsteinbau, der im Osten dreiseitig geschlossen ist. Das Gebäude wurde in der zweiten Hälfte des 19. Jahrhunderts durchgreifend umgebaut.
Im Jahr 1393 wurde der Pfarrer urkundlich genannt.

### Evangelisches Kirchspiel

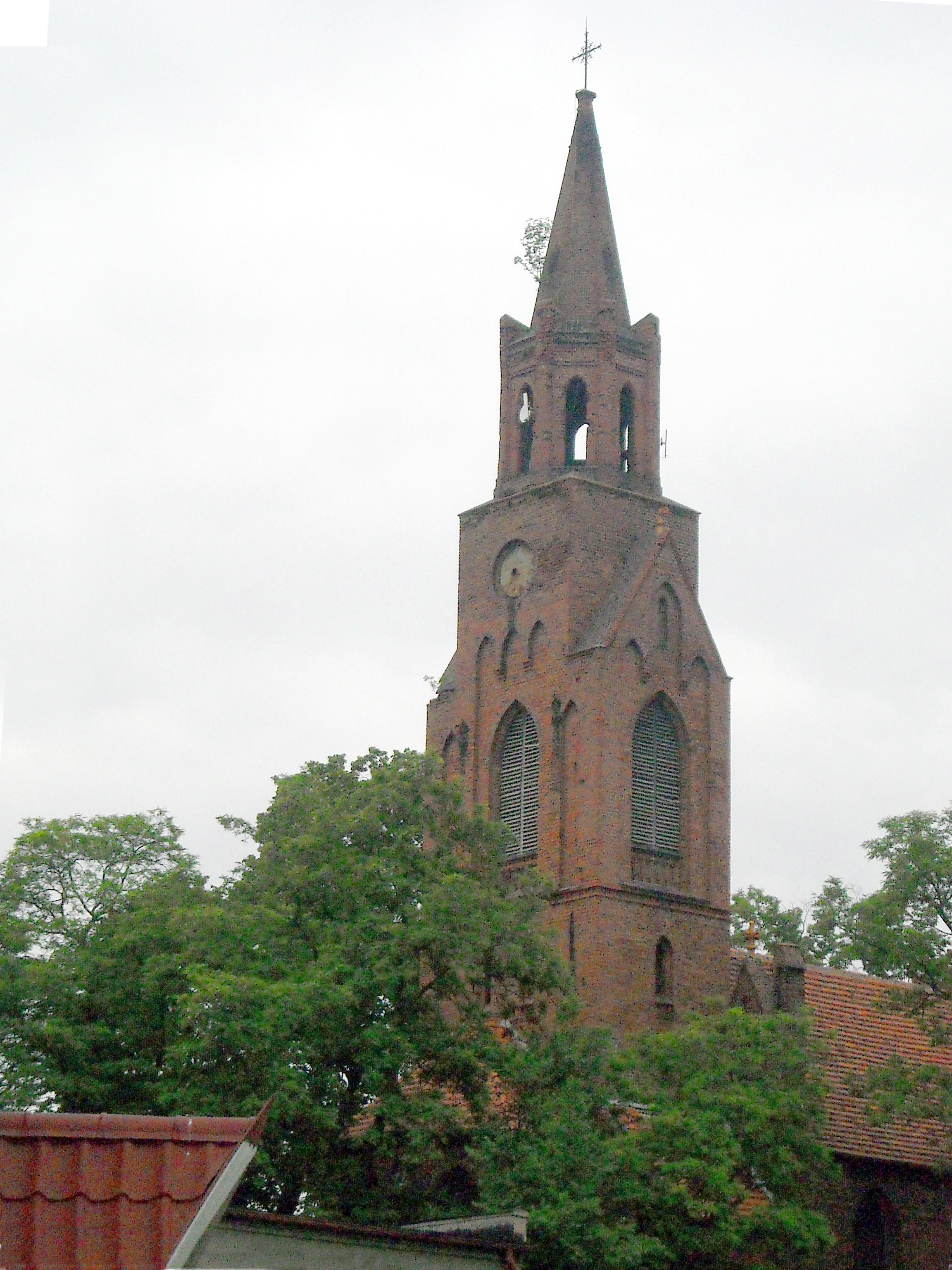
Ehemalige evangelische Pfarrkirche (2011), erbaut 1872

Nachdem sich viele Einwohner schon früh der Lehre Luthers zugewandt hatten, hielten die Lutheraner hier 1607 eine Kirchenversammlung, an der auch der bekannte polnische evangelische Prediger Samuel Dombrobski (* 1677; gest. 5. Juli 1625) teilnahm. Die Evangelischen gelangten damals in den Besitz der alten Stadtkirche, doch wurde sie ihnen wieder weggenommen.
Die Evangelischen in Miloslaw hatten früher zum Kirchspiel der Mutterkirche in Wreschen gehört und bildeten seit 1853 eine eigene Gemeinde, die sich zunächst in einem Betsaal traf, der kaum 200 Personen fasste. Erst im Jahr 1872 bekamen die Evangelischen in Miloslaw und in den Dörfern der Umgebung eine eigene neue Kirche.
Das Kirchengebäude wird von der polnischen Stadtverwaltung gegenwärtig als Kulturzentrum genutzt.

## Verkehr
Die Stadt hat einen Bahnhof an der nur noch im Güterverkehr betriebenen Bahnstrecke Jarocin–Gniezno (Gnesen – Jarotschin).